# Carroll (Iowa)
Carroll ist eine Stadt mit dem Status „City“ und Verwaltungssitz des Carroll County im US-amerikanischen Bundesstaat Iowa.
Das U.S. Census Bureau hat bei der Volkszählung 2020 eine Einwohnerzahl von 10.321 ermittelt.

## Geographie
Carroll liegt im mittleren Westen Iowas am Middle Raccoon River, der über den Raccoon River und den Des Moines River zum Stromgebiet des Mississippi gehört.
Die geografischen Koordinaten von Carroll sind 42°03′57″ nördlicher Breite und 94°52′01″ westlicher Länge. Das Stadtgebiet erstreckt sich über eine Fläche von 14,74 km².
Nachbarorte von Carroll sind Auburn (21,2 km nördlich), Lidderdale (13,3 km nordöstlich), Lanesboro (27,3 km in der gleichen Richtung), Glidden (12,2 km östlich), Willey (13,1 km südsüdöstlich), Dedham (21,3 km in der gleichen Richtung), Templeton (23,3 km südsüdwestlich), Halbur (14,7 km südwestlich), Arcadia (16,4 km westlich), Westside (20,1 km in der gleichen Richtung) und Breda (20,4 km nordwestlich).
Die nächstgelegenen größeren Städte sind die Twin Cities in Minnesota (Minneapolis und Saint Paul) (445 km nordnordöstlich), Rochester (390 km nordöstlich), Cedar Rapids (270 km östlich), Iowas Hauptstadt Des Moines (150 km südöstlich), Kansas City in Missouri (371 km südlich), Nebraskas größte Stadt Omaha (170 km südwestlich), Sioux City (165 km westnordwestlich) und South Dakotas größte Stadt Sioux Falls (303 km nordwestlich).

## Verkehr
Im Zentrum von Carroll kreuzen die U.S. Highways 30 und 71. Alle weiteren Straßen sind untergeordnete Landstraßen, teils unbefestigte Fahrwege sowie innerörtliche Verbindungsstraßen.
In West-Ost-Richtung verläuft eine Eisenbahnlinie für den Frachtverkehr der früheren Chicago and North Western Railway durch das Stadtgebiet, die heute von der Union Pacific Railroad (UP) betrieben wird.
Durch Carroll verläuft in entlang des Middle Racoon River auf der Trasse einer ehemaligen Eisenbahnstrecke mit dem Sauk Rail Trail ein Rail Trail für Wanderer und Radfahrer.
Mit dem Arthur N. Neu Airport befindet sich 9 km ostsüdöstlich ein kleiner Flugplatz. Der nächste Verkehrsflughafen ist der Des Moines International Airport (156 km südöstlich).

## Geschichte
Die heutige Stadt wurde im Jahr 1867 inmitten einer vorwiegend landwirtschaftlich genutzten Region an einer Eisenbahnstrecke der damaligen Chicago and North Western Railway gegründet. Den Namen erhielt der Ort wie auch das County nach Charles Carroll aus Maryland, einem der Gründerväter der USA. Im Jahr 1869 wurde Carroll als selbstständige Kommune inkorporiert. Im gleichen Jahr wurde die Countyverwaltung in das zentral im Carroll County gelegene Carroll verlegt.

## Bevölkerung
Nach der Volkszählung im Jahr 2010 lebten in Carroll 10.103 Menschen in 4357 Haushalten. Die Bevölkerungsdichte betrug 685,4 Einwohner pro Quadratkilometer. In den 4357 Haushalten lebten statistisch je 2,25 Personen.
Ethnisch betrachtet setzte sich die Bevölkerung zusammen aus 96,0 Prozent Weißen, 0,5 Prozent Afroamerikanern, 0,1 Prozent amerikanischen Ureinwohnern, 0,7 Prozent Asiaten sowie 1,5 Prozent aus anderen ethnischen Gruppen; 1,3 Prozent stammten von zwei oder mehr Ethnien ab. Unabhängig von der ethnischen Zugehörigkeit waren 2,4 Prozent der Bevölkerung spanischer oder lateinamerikanischer Abstammung.
23,9 Prozent der Bevölkerung waren unter 18 Jahre alt, 56,4 Prozent waren zwischen 18 und 64 und 19,7 Prozent waren 65 Jahre oder älter. 52,9 Prozent der Bevölkerung waren weiblich.
Das mittlere jährliche Einkommen eines Haushalts lag bei 44.591 USD. Das Pro-Kopf-Einkommen betrug 24.927 USD. 12,0 Prozent der Einwohner lebten unterhalb der Armutsgrenze.

## Persönlichkeiten
- Frank Henry Greteman (1907–1987), Bischof von Sioux City (1970–1983), war 1950 bis 1965 Pfarrer in Carroll
- Orlando H. Manning (1847–1909), 12. Vizegouverneur von Iowa (1882–1885), begann seine Karriere als Anwalt in Carroll
- Arthur A. Neu (1933–2015), 40. Vizegouverneur von Iowa (1973–1979) und Bürgermeister von Carroll (1982–1985), geboren und aufgewachsen in Carroll
- Nick Nurse (* 1967), Basketballtrainer, geboren in Carroll